# ادواردو کونده
ادواردو کونده (انگلیسی: Eduardo Kunde؛ زادهٔ ۱۷ سپتامبر ۱۹۹۷) بازیکن فوتبال اهل برزیل است.